# Isoieta
Le isoiete sono curve chiuse che indicano aree interessate dalla stessa quantità di precipitazioni.
Nella carta delle piovosità le isoiete rappresentano la distribuzione nel tempo della pioggia in una data regione. Per le regioni in cui tutte, o la massima parte delle precipitazioni, sono costituite da pioggia, si parla di piovosità; mentre per le regioni in cui la neve è parte importante del totale annuo, si userà il termine precipitazione.
La distribuzione geografica delle precipitazioni viene rappresentata sulle carte mediante le isoiete, cioè le linee ideali che uniscono tutti i luoghi che ricevono la stessa quantità di precipitazioni in un anno, oppure nei singoli mesi.
Lo strumento per la misurazione della piovosità si chiama pluviometro e l'unità di misura è il millimetro (mm). Di norma, un millimetro di pioggia misurato dal pluviometro corrisponde a 1 litro caduto su una superficie di 1 m².
La distribuzione delle precipitazioni in Italia non è uniforme. In alcune zone cadono, in media, più di 3000 mm di pioggia l'anno (come nelle Alpi Carniche e Giulie); in altre zone le precipitazioni sono inferiori a 500 mm all'anno (ad esempio in alcune parti della Sicilia).
Sull'intero territorio italiano cadono, in media, circa 970 mm di precipitazioni all'anno.